# Straßburger Tanzwut
Die Straßburger Tanzwut war ein Fall von Tanzwut, der von Juli 1518 bis in den August in Straßburg und Umgebung auftrat. Ausgehend von einer einzelnen Frau, Troffea, die sich auf der Straße in einen haltlosen Tanz hinein steigerte, wurde daraus ein Massenphänomen, bei dem angeblich viele hundert Menschen zu tanzen anfingen. Viele von ihnen tanzten bis zur absoluten Erschöpfung, die bei manchen auch zum Tode führte. Die Tanzwütigen versuchte man mit der Anrufung der Heiligen Veit und Antonius zu beruhigen. Der heilige Veit gilt als Schutzpatron der Tänzer, der auch bei Krämpfen oder Veitstanz angerufen wird, er wird auch mit der Heilung von Epilepsie, Tollwut oder Schlangenbissen in Verbindung gebracht. Der Eremit Antonius ist der Schutzpatron für Menschen mit Halluzinationen und Wahnvorstellungen. Choreomanien wurden nach diesen Heiligen auch Veitstanz oder Antoniusfeuer genannt. 
Zuerst ließ man die Menschen in Straßburg zunächst bis zur Erschöpfung weitertanzen. Die städtische Obrigkeit baute den Tanzwütigen sogar eine Bühne und ließ Musik für sie spielen, ohne dass dies geholfen habe. Nach mehreren Todesfällen pilgerte man mit den Betroffenen zu einem Schrein des Heiligen Vitus im elsässischen Zabern. Nach einer Messe, in der die Tanzwütigen spezielle Schuhe tragen mussten, habe das Phänomen aufgehört. „An den Schuhen war unten und oben ein creutz mit Balsam aus Salböl gemacht und mit weywasser besprengt in St. Veits namen, das halff ihn’ vast allen“, so der elsässische Ingenieur, Kartograph und Baumeister Daniel Specklin in seiner Chronik.
Als mögliche Erklärungen werden neurologische Erkrankungen wie Chorea Huntington oder eine Vergiftung mit Mutterkorn diskutiert. Der Mutterkorn-Pilz ist hochgiftig und befällt Getreide wie Roggen, Weizen, Gerste, Hafer und Dinkel. Vergiftungen traten zwischen dem 14. und 16. Jahrhundert oft als Begleiterscheinung von Hungersnöten auf, während derer die ärmere Bevölkerung ungereinigtes Getreide essen musste. Auch der Biss einer Wolfsspinne wird als Ursache diskutiert. Man glaubte damals außerdem, dass das Gift durch Tanzen schneller aus dem Körper verschwinden würde. Aus diesem Glauben entwickelte sich Anfang des 17. Jahrhunderts schließlich auch die Tarantella, die beim Stich einer Tarantel zum Einsatz kam. Eine überzeugende Erklärung dieses Massenphänomens gibt es aber nicht. 